# Malinconia d'amanti
Malinconia d'amanti (The Lover's Melancholy) è una tragicommedia di John Ford messa in scena per la prima volta nel 1628. L'opera, la prima di Ford ad andare alle stampe, è ispirata al trattato di Robert Burton L'anatomia della malinconia (1621) e alcuni critici pensano che possa essere stata scritta in collaborazione con Thomas Dekker.

## Trama
L'opera si dipana su degli antifatti insolitamente ricchi e dettagliati per un'opera dell'età carolina. Meleandro, un aristocratico cipriota, è il padre di due figlia, Eroclea e Cleofila; il re dell'isola propone un matrimonio tra Eroclea e suo figlio Paladoro ma quando il sovrano vede la ragazza se ne innamora perdutamente. Per proteggere la propria virtù, la giovane fugge e Paladoro è colpito da una profonda malinconia. Per aver protetto la figlia, Meleandro viene accusato di tradimenti e privato dei titoli e del rango, sprofondando a sua volta in una profonda depressione. Mentre Cleofila accudisce il padre, il Re di Cipro muore e Paladoro lo succede al trono. All'inizio della tragicommedia, il nipote di Meleandro, Menafone, è appena tornato da un viaggio all'estero intrapreso per dimenticare l'amore infelice per Tamasta, la cugina nel nuovo re. Menafone torna accompagnato da Partenofilo, un giovane proveniente dalla valle di Tempe. Paladoro è ancora afflitto dalla malinconia, un'afflizione da cui il fratello Sofrono, il medico Corax e il maestro Areto provano ad alleviare in vano. Paladoro si riprende solo quando scopre che Partenofilo è in realtà Eroclea travestita, una rivelazione che cura anche la depressione di Meleandro. Cleofila, ora libera da obbligazioni filiali, sposa l'amato Ameto, mentre Tamasta è rimasta sconvolta dalla scoperta che Partenofilo, di cui si era innamorata, è in realtà una donna. Umiliata, accetta di sposare Menafone.

## Origini

### Fonti
Malinconia d'amanti è tratto dal trattato di Robert Burton L'anatomia della malinconia (1621), la cui influenza è particolarmente evidente nella terza scena del terzo atto, con il masqua della pazzia. La competizione tra un musicista e un isignolo è invece ispirata alle Prolusiones academicae di Famiano Strada (1617). La competizione tra un musico e un uccello divenne un vero e proprio topos letterario, utilizzato tra gli altri da Richard Crashaw ed Ambrose Philips, ma Charles Lamb sottolineò che la versione migliore della storia è proprio quella di Ford, come sosteneva nella sua antologia Specimens of the Dramatic Poets (1808).

### Composizione e stampa
Non è noto quando Ford scrisse l'opera, anche se lo stile e alcune scelte drammatiche (come un antefatto così complesso) suggeriscono una certa inesperienza come scrittore e la pièce è probabilmente un'opera giovanile, forse la prima ad essere scritta. Il maestro di cerimonie Henry Herbert. autorizzò la messa in scena e Malinconia d'amanti debuttò il 24 novembre 1628, in un allestimento dei King's Men al Blackfriars Theatre e al Globe. La tragicommedia fu pubblicata dal libraio Henry Seile nel 1629, in un'edizione in quarto. Il libro era dedicato a quattro amici di Ford del Gray's Inn, tra cui un omonimo cugino che scrisse l'epidittico di due opere del drammaturgo. Inoltre, la versione stampata dell'opera allegava anche i nomi dei diciassette attori dei King's Men che comprendevano il cast originale, un fatto decisamente insolito per l'epoca.

## Rappresentazioni e adattamenti
L'impresario Charles Macklin riportò l'opera a teatro nel 1748, in un allestimento in scena al Theatre Royal Drury Lane di Londra. L'opera fu un fiasco e per attirare pubblico Macklin diffuse la voce che Ford non fosse l'autore di Malinconia d'amanti, ma che il drammaturgo avesse sottratto il manoscritto dalle carte di William Shakespeare. Edmond Malone smentì definitivamente la diceria nella sua edizione dell'opera omnia di Shakespeare del 1790.